# Masraf Defteri
Masraf Defteri (Plural: Masraf Defterleri) ist das Haushaltsbuch hoher osmanischer Beamter.

## Etymologie
Der Begriff ist zusammengesetzt aus dem arab. Lehnwort مصرف / maṣraf / ‚Kosten, Spesen‘ und dem aus dem mittelpersischen über die aramäische Sprache aus dem Griechischen (von Diphteria) entlehnten Defter ‚Notizbuch‘.

## Funktion
In den Masraf Defterleri wurden – über verschiedene Zeiträume von einem Monat bis zu mehreren Jahren – alle Transaktionen höherer osmanischer Beamter wie Wezire, Gouverneure oder auch Palastangestellter buchhalterisch erfasst. Diese wurden in Kategorien gegliedert und die Ausgaben entsprechend verbucht, z. B. für Bekleidung, aber auch Haushaltseinrichtungen, oder Kosten für Handwerker und Reparaturen oder Viktualien. Wurden an religiösen Feiertagen Geschenke verteilt, so wurden auch diese in den Haushaltsbüchern niedergeschrieben, wie auch regelmäßig zu zahlende Löhne. Es finden sich darin aber auch genaue Beschreibungen von erworbenen Einrichtungsgegenständen und Aufzeichnungen darüber, wann, von wem und in welcher Stückzahl sie erworben wurden.

## Funde und Auswertung
Eine genaue Auswertung der Haushaltsbücher steht noch aus, hunderte davon befinden sich im Topkapi-Palast sowie im Osmanischen Archiv.